# Кистендейский район
Кистендейский райо́н — административно-территориальная единица в Саратовской области, существовавшая с 1935 по 1958 год. Административный центр — село Кистендей.

## История
Постановлением ВЦИК СССР от 18 января 1935 года в связи с образованием новой районной сети в составе Саратовского края образован Кистендейский район с центром в с. Кистендей. В середине марта 1935 года состоялся первый районный съезд Советов, на котором был укомплектован штат исполкома райсовета. С 6 января 1954 года по 19 ноября 1957 года район входил в состав Балашовской области.
В связи с укрупнением районов Указом Президиума Верховного Совета РСФСР от 30 сентября 1958 года Кистендейский район упразднен. Территории сельских Советов, с находящимися на них колхозами, переданы:
В Аркадакский район: Кистендейский, Баклушинский, Большежуравский, Беловский, Краснознаменский, Туловский, Сергеевский.
В Ртищевский район: Краснозвезденский, Лопатинский, Сланцовский, Скачихинский.

## Административное деление
В состав района входило 16 сельсоветов и 34 колхоза:
- Краснознаменский /колхоз «Красное Знамя», «12-й Октябрь»/,
- Беловский /колхозы «Вперед», «Искра»/,
- Красноярский /колхозы «Заря», «Пахарь»/,
- Баклушинский /колхозы «Коммунар», «Ударник», «Победа»/,
- Большежуравский /колхозы «Знамя труда», «2-я Пятилетка»/

Перечисленные колхозы обслуживала Краснознаменская МТС.
- Александровский / колхозы «Ленинский Октябрь», «Дмитриевский», «2-я Пятилетка»/,
- Туловский /колхозы «Имени Дмитрова», «Верный путь»/,
- Кистендейский /колхозы «20 лет Октября», «Имени Крупской»/,
- Мещеряковский /колхоз «Знамя труда»/,
- Сергеевский /колхозы «Память Ильича», «Имени Кирова»/,

Перечисленные колхозы обслуживала Кистендейская МТС.
- Ключевский /колхозы «Красный ключ», «Ударник»/,
- Краснозвезденский /колхоз "Красная звезда/,
- Скачихинский /колхоз «Пробуждение»/,
- Сланцовский /колхозы «Серп и молот», «Коминтерн», «15 лет ОГПУ»/,
- Малосестрёнский /колхозы «Ленинский путь», «17 Партсъезд»/,
- Лопатинский /колхозы «Красное поле», «Совет Сталина», «Новый мир», «Новый путь».

Перечисленные колхозы обслуживала Краснозвездинская МТС.
В результате совершенствования системы управления к моменту ликвидации района на его территории имелось 11 сельских Советов и 10 колхозов и 1 совхоз:
- Баклушинский — колхоз «Победа»,
- Сланцевский — колхоз «Имени Сталина»,
- Лопатинский — колхозы «Советы Сталина», «Мир»,
- Большежуравский — колхозы «Знамя коммунизма», «Заря»,
- Краснозвезденский — колхоз «Путь к Коммунизму»,
- Беловский — колхоз «Имени Калинина»,
- Краснознаменский — колхоз «Красное Знамя»,
- Скачихинский — колхоз «Имени Ленина»,
- Кистендейский — 1, 2 и 6 отделение совхоза «Кистендейский»
- Сергеевский — 3 и 4 отделение совхоза «Кистендейский»,
- Туловский — 5 отделение совхоза «Кистендейский».

Колхозы обслуживали Краснознаменская и Краснозвездинская МТС.